# 1070

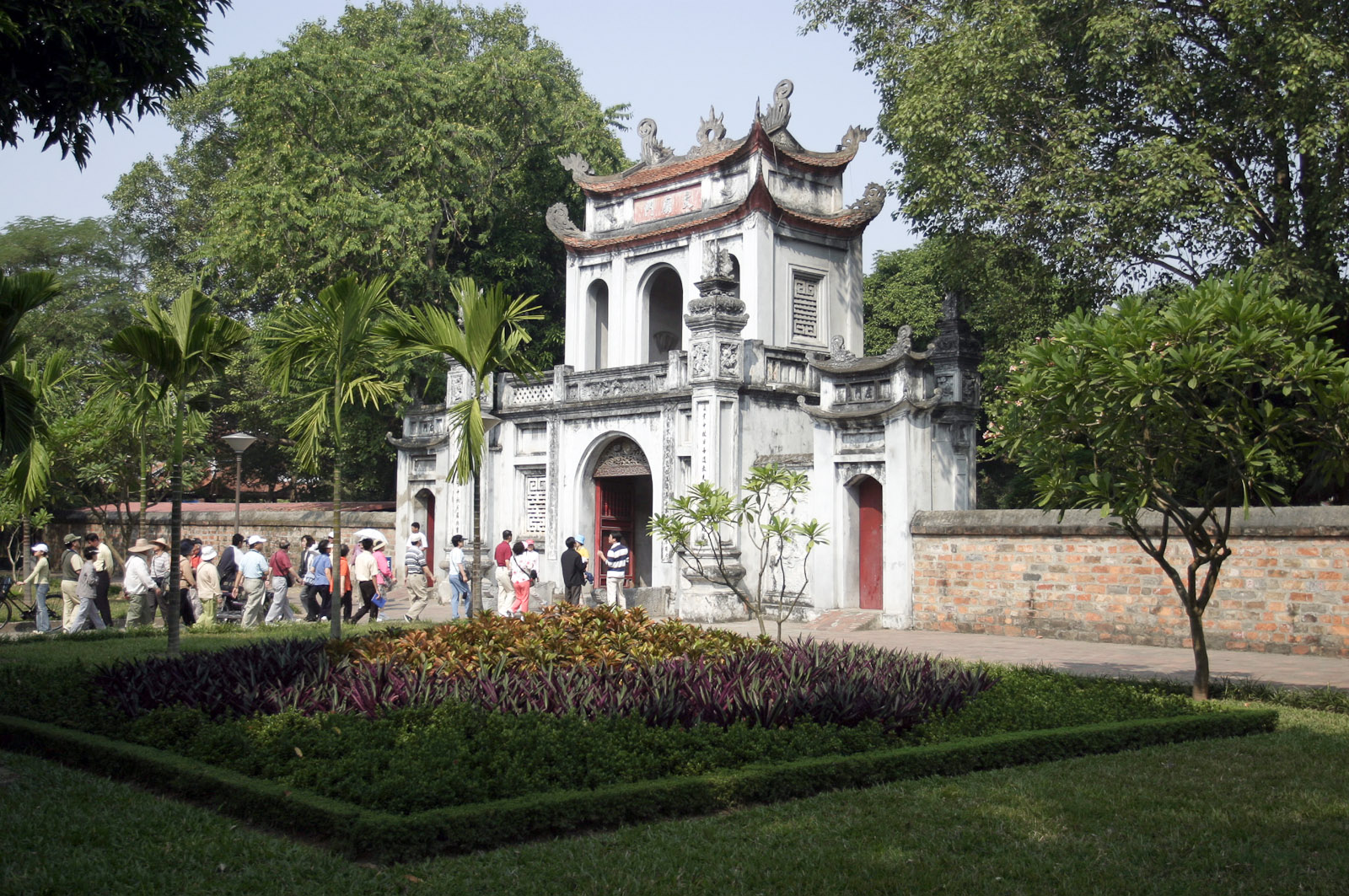
Văn Miếu, ingangspoort

Het jaar 1070 is het 70e jaar in de 11e eeuw volgens de christelijke jaartelling.

## Gebeurtenissen
- De Byzantijnen onder Manuel Comnenus verslaan de Seltsjoeken die worden teruggedreven over de Eufraat.
- Stigand wordt afgezet als aartsbisschop van Canterbury.
- Bergen gesticht door Olav Kyrre. (traditionele datum)
- Willem de Veroveraar laat Windsor Castle bouwen. (jaartal bij benadering)
- De Literatuurtempel (Văn Miếu) in Hanoi wordt gebouwd.
- De bouw van de (nooit voltooide) kerk San Michele in Foro in Lucca wordt begonnen.
- Ralph de Gaël wordt benoemd tot graaf van Norfolk.
- Sancho I van Aragón scheidt van zijn vrouw Isabella van Urgel.
- Malcolm III van Schotland trouwt met Margaretha, een dochter van Eduard Ætheling.
- Het Bisdom Oslo wordt opgericht. (jaartal bij benadering)

Als Otto, de hertog van Beieren, in conflict komt met keizer Hendrik IV en zijn hertogstitel verliest, benoemt hij Welf tot hertog van Beieren.

## Opvolging
- Beieren - Otto van Northeim opgevolgd door Welf IV
- aartsbisschop van Canterbury - Stigand opgevolgd door Lanfranc van Bec
- Istrië - Ulrich I van Weimar opgevolgd door Hendrik I
- hertogdom Lotharingen - Gerard opgevolgd door zijn zoon Diederik II
- Saint-Pol - Hugo I opgevolgd door zijn zoon Gwijde I onder voogdij van diens stiefvader Arnold van Ardres
- Vlaanderen - Boudewijn VI opgevolgd door zijn zoon Arnulf III
- Weimar-Orlamünde - Ulrich I opgevolgd door zijn zoon Ulrich II
- Zweden - Halsten opgevolgd door Haakon (jaartal bij benadering)

## Geboren
- Hendrik I, markgraaf van Meißen (1089-1103)
- Abraham Bar Hiyya, Joods-Catalaans wiskundige en filosoof (jaartal bij benadering)
- Hendrik III, graaf van Luxemburg (1086-1096) (jaartal bij benadering)
- Hugo van Payens, eerste grootmeester van de Orde der Tempeliers (jaartal bij benadering)
- Isidorus van Madrid, Spaans heilige (jaartal bij benadering)
- Koloman, koning van Hongarije (1095-1116) (jaartal bij benadering)
- Willem van Champeaux, Frans filosoof en theoloog (jaartal bij benadering)
- Willem I, graaf van Luxemburg (1086-1129) (jaartal bij benadering)

## Overleden
- 6 maart - Ulrich I, markgraaf van Istrië (1060-1070) en graaf van Weimar (1067-1070)
- 14 april - Gerard, hertog van Lotharingen (1048-1070)
- 17 juli - Boudewijn VI (~40), graaf van Vlaanderen (1067-1070)
- Hugo I, graaf van Saint-Pol (1067-1070)
- Godelieve (~21), Vlaams heilige (jaartal bij benadering)
- Ivo II, heer van Bellême en bisschop van Sées (jaartal bij benadering)
- Ulrich I, graaf van Fenis en heer van Neuchâtel (jaartal bij benadering)